# Bomokandi
Bomokandi är en flod i Kongo-Kinshasa, ett biflöde till Uele. Den rinner genom provinserna Haut-Uele och Bas-Uele, i den norra delen av landet, 1 500 km nordost om huvudstaden Kinshasa.